# Гробниці Атуану
«Гробниці Атуану» (англ. The Tombs of Atuan) — другий роман із серії «Земномор'я» відомої популярної американської письменниці Урсули Ле Гуїн, що був вперше опублікований в 1971 р. Це друга книга в серії «Земне море» після «Чарівника земного моря» (1969). У 1972 році «Гробниці Атуана» були удостоєні премії Ньюбері.
У 2005 році тернопільське видавництво «Навчальна книга — Богдан» видало роман українською в м'якій обкладинці. А в 2006 році в рамках проекту «Бібліотека світової літератури для дітей у 100 томах „Світовид“» видало в твердій вкупі із ще трьома романами серії.

## Сюжет
В даному романі ми знайомимося з історією дівчинки на ім'я Тенар. Доля розпорядилася так, що їй випало стати Єдиною Жрицею Гробниць Атуану, якій послуговуватимуться всі інші жриці. В шість років її забирають з дому і піддають ритуалу поглинання її Безіменними, створіннями темряви, яким вона повинна служити до кінця життя, приносячи в жертву людей. Вона стає Архою. Надалі вона забуває усе своє дитинство. Її оточують лише інші жриці жінки та євнухи. Один з євнухів на імення Манан слугує їй охоронцем.
Коли Арха подорослішали, вона більш детально знайомиться з своїми володіннями, які включають, зокрема, підземелля під тронною залою та підземний лабіринт. Настанови їй дають Верховні Жриці Тар та Косіль. Косіль знайомить її з підземеллям, змушуючи дівчину скарати смертю злочинців, яких прислав Богокороль. В лабіринт же може ступати лише Арха. Тар допомагає їй, описуючи те, що там повинно знаходитись. При цьому освоєння підземелля та лабіринту повинно проходити в повній темряві без смолоскипів та свічок, навпомацки.
У цей час дівчинка уже починає відчувати неприязнь з боку Тар. Манан радить їй остерігатися її, оскільки та безпосередньо служить Богокоролю, володарю Карґаду і що в теперішній час Безіменних уже не так бояться як в древні часи. В лабіринті також знаходиться чимало скарбів і одним з них є частина магічного оберега (каблучки знаменитого мага Ерет-Акбе), який притягував до гробниць чимало охочих його викрасти. Проте практично всі спроби закінчувалися смертю зухвальців.
Згодом помирає жриця Тар, яка прихильно ставилася до Архи і часто розмовляла з нею. Тепер же дівчина в вільний час, переважно, бродить в темряві лабіринтом. Одного разу вибравшись в лабіринт вночі вона застає там чужинця-мага. Дівчина закриває його в лабіринті і збирається стратити його зморивши голодом. Проте цікавість не дає зробити цього, вона рятує мага, щоправда і надалі утримує його прикутого до стіни лабіринту. Магом виявився Яструб знайомий читачам із попереднього роману циклу «Чарівник Земномор'я». Яструб повертає їй справжнє ім'я і виводить дівчину з-під впливу безіменних. Вона починає симпатизувати молодому магові і приводить до реліквії, але не випускає його зі скарбниці.
Про зв'язок Яструба та Архи (тепер знову Тенар) дізнається Косіль. Охоронесь Архи — Манан намагається вбити Яструба, проте гине сам впавши у провалля. Аби не наразитися та гнів Косіль, Тенар покидає гробниці разом з Яструбом. Цим самим викликаючи гнів у Безіменних, які починають руйнувати гробниці викликавши землетрус, з яким молодому магові вдається впоратись. Вони направляються в давнє місто Хавнор разом з оберегом, якому призначено принести мир та злагоду на острови Земномор'я.

## Публікація та рецепція
Скорочена версія «Гробниць Атуана» була опублікована в журналі «Worlds of Fantasy» у зимовому випуску 1970 р. Повна версія була опублікована видавництвом «Atheneum Books» у 1971 р. Це була друга книга оригінальної «трилогії» про Земномор'є, якій передувала «Чарівник Земного моря», а за нею йшла «Найдальший берег» у 1972 р. З того часу «Гробниці Атуана» були перекладені більш ніж 20 мовами і неодноразово перевидані. Перші три романи про Земномор'є отримали визнання критиків як твори для дітей, коли вони були опубліковані. Класифікація оригінальної трилогії як дитячої літератури була засуджена багатьма критиками, такими як Барбара Бакнелл, яка заявила, що історії «непідвладні віку, тому що вони стосуються проблем, з якими ми стикаємося в будь-якому віці», і можуть бути прочитані як дітьми, так і дорослими.